# Angelo Genocchi
Angelo Genocchi, född den 5 mars 1817 i Piacenza, död den 7 mars 1889 i Turin, var en italiensk matematiker, specialiserad inom talteori. Han arbetade tillsammans med Giuseppe Peano.

## Biografi
Genocchi studerade vid universitetet i Piacenza, till att börja med juridik, men han läste även enstaka kurser i matematik som intresserade honom. Hans intresse för juridik var svagt, och han var möjligen akademiskt begåvad, men han var en usel debattör. Han blev, utan att söka, erbjuden juridikprofessuren vid Piacenzas universitet och tog tjänsten.
Den 6 augusti 1845 bosatte sig Genocchi i Turin, där han återupptog sina studier i matematik. Efter ett tag började han även undervisa. 1859 lyckades hans kollegor vid universitet övertala honom att delta i konkurrensen om professuren i algebra och komplementär geometri. Året därefter så fick han professuren i högre analys. 1862 blev han professor i infinitesimalanalys.
Angelo var mest aktiv inom talteori och publicerade mellan år 1851 och 1886 176 artiklar.
Mellan 1881 och 1882 hade han Giuseppe Peano som assistent. Under sin semester 1882 skadade Angelo sin knäskål så pass mycket att han inte kunde sköta sin undervisning, och Peano fick ta över. Efter år 1883 då hans knä blivit bättre återupptog han sin undervisning men fick kort därefter avbryta då han åter insjuknade.